# مونتگومری (می‌سی‌سی‌پی)
مونتگومری (به انگلیسی: Montgomery) یک منطقهٔ مسکونی در ایالات متحده آمریکا است که در شهرستان هولمز، میسیسیپی واقع شده‌است. مونتگومری ۳۵٫۰۵ متر بالاتر از سطح دریا واقع شده‌است.